# Marion Brown
Marion Brown (Atlanta, Georgia, 8 de septiembre de 1935 - Hollywood, de Florida, 18 de octubre de 2010) fue un músico estadounidense de jazz, saxofonista alto.

## Historial
Estudió saxofón, clarinete y oboe, además de Ciencias Políticas y Economía, así como Historia de la Música, en la Howard University. Se incorpora a una banda militar de la Armada, hasta su desmovilización (1957), cuando comienza a tocar con Johnny Hodges.
En 1962 se traslada a Nueva York, donde encuentra trabajo en una librería y se incorpora a la Jazz Composers Guild, entrando de lleno en la dinámica del free jazz. Graba junto con John Coltrane y Archie Shepp, y trabaja un tiempo en la orquesta de Sun Ra. Después, se traslada a Europa, donde realiza numerosas grabaciones, entre otros con Jeanne Lee.
De regreso a Estados Unidos, en 1970, se dedica a la enseñanza musical en New Haven, y consigue plaza como profesor en la Facultad de Estudios Afroamericanos, en la especialidad de música negra contemporánea. Durante esa década se dedica a sus trabajos de etnografía musical, especializándose en instrumentos africanos y orientales (Shakuhachi, flautas de bambú, oud...).
Durante los años 80 realiza numerosos conciertos en solitario, y forma su banda The Group.

## Estilo
La música de Brown, se define por su dulzura, su fragilidad y su capacidad de crear ambientes, aunque posee una energía y un volumen sonoro bastante poco usuales en el saxo alto. Sin embargo, la característica más evidente del estilo de Brown, es la incansable búsqueda (y aprovechamiento) de todas las fases de la música negra, realizando relecturas de obras de los grandes compositores de la historia del jazz. Es uno de los más interesantes representantes del movimiento free.

## Discografía seleccionada
- Capricorn moon (1965)
- Three for Shepp (1966)
- Afternoon of a Georgia Faun (1970)
- Sweet earth flying  (1974)
- Body and soul  (1978)
- Sunshine road (1980)